# Arturo Farías
Arturo Farías Barraza (ur. 1 września 1927 w Santiago, zm. 19 października 1992) – piłkarz chilijski grający podczas kariery na pozycji obrońcy.

## Kariera klubowa
Kariery piłkarską Arturo Farías rozpoczął w stołecznym Santiago Morning w 1940. Z Santiago Morning zdobył mistrzostwo Chile w 1942 oraz trzykrotnie Puchar Chile: 1943, Apertura 1944 i Clausura 1944. W latach 1948–1957 był zawodnikiem lokalnego rywala - CSD Colo-Colo. Z Colo-Colo dwukrotnie zdobył mistrzostwo w 1953 i 1956. Ogółem w barwach Colo-Colo rozegrał 245 meczów, w których zdobył 23 bramki. 
Piłkarską karierę zakończył w Deportes La Serena w 1959.

## Kariera reprezentacyjna
W reprezentacji Chile Farías zadebiutował 26 lutego 1950 w przegranym 0-2 towarzyskim spotkaniu z Boliwią.
W tym samym roku został powołany przez selekcjonera Arturo Bucciardiego do kadry na mistrzostwa świata w Brazylii. Na mundialu Farías wystąpił we wszystkich trzech meczach z Anglią, Hiszpanią i USA (2 bramki). W 1952 uczestniczył w pierwszej edycji mistrzostw panamerykańskich, na którym Chile zajęło drugie miejsce. Na tym turnieju Farías wystąpił we wszystkich pięciu meczach: z Panamą, Meksykiem, Peru, Urugwajem i Brazylią.
W 1953 uczestniczył w turnieju Copa América. Na turnieju w Peru Chile zajęło czwarte miejsce, a Farías wystąpił we wszystkich sześciu meczach: z Paragwajem, Urugwajem, Peru, Ekwadorem, Brazylią i Boliwią. Ostatni raz w reprezentacji wystąpił 21 lutego 1954 w przegranym 1-3 meczu eliminacji mistrzostw świata z Paragwajem. Od 1950 do 1954 roku rozegrał w kadrze narodowej 24 spotkania.